# Езици в Европа
Повечето от днешните езици, които се използват в Европа са от индоевропейското езиково семейство. От тази гледна точка в днешно време те могат да се разглеждат като по-близки или по-далечни в роднинско отношение. Други големи езикови фамилии в континентална Европа са Угро-финските езици и езиците от тюркското езиково семейство. Съществуват и други езици, които съществуват изолирано отделени от местните европейски езици. За такива езици могат да се смятат баският и малтийският език. Европейските езици през вековете са търпели редица промени, както и навлизането на чужди думи от азиатския езиков регион.

## Индоевропейски езици
Повечето от днешните европейски езици са от индоевропейското езиково семейство. Това е голяма фамилия езици, свързани помежду си, които са говорени преди хиляди години и имат генетична връзка помежду си.

### Славянски езици

#### Източнославянски езици
- Руски
- Украиски
- Беларуски
- Русински
  - Карпато-русински
  - Панонско-русински

#### Южнославянски езици
- Български
  - Македонски
- Хърватски
- Сръбски
- Словенски
- Босненски

- Черногорски (без международна стандартизация)
- Старобългарски език (църковен език)
- Романо Сръбски (смес между тези два езика)

#### Западнославянски езици
- Полски
- Чешки
- Словашки
- Лужки
  - Долно лужки
  - Горно лужки
- Полабски (мъртъв език)
- Померански (мъртъв език)

### Германски езици
- - Стандартен немски
    - Източно-централен немски
    - Западно централен немски
      - Люксембургски

  - Долно силезийски
  - Горно немски
    - Алемански немски
      - Елзатски

    - Австро-Баварски
    - Yiddish
- Долно немски език
  - Западно долно немски
  - Източно долно немски